# آنری آزبروک
آنری آزبروک (فرانسوی: Henri Hazebrouck‎؛ ۱۱ اکتبر ۱۸۷۷ – ۱ دسامبر ۱۹۴۸) قایقران روئینگ اهل فرانسه بود.